# インモータルズ -神々の戦い-
『インモータルズ -神々の戦い-』(インモータルズ かみがみのたたかい、Immortals) は、2011年のアメリカ合衆国のファンタジーアクション映画。監督はターセム・シン、出演はヘンリー・カヴィルとスティーヴン・ドーフなど。ギリシア神話のテセウス、ミノタウロス、ティタノマキアを題材にしている。

## ストーリー
人間や動物が誕生する以前、不老不死の者達が天国で互いに敵対し戦っていた。勝利者達は自らを神と呼び、敗者となったタイタンはタルタロス山の下に封印された。この戦争中、計り知れない力を持つエピロスの弓が地球上でなくなった。紀元前1228年、イラクリオンの人間の王ハイペリオン(ミッキー・ローク)は家族を失った恨みを晴らすため、タイタンを解き放ち神を倒す目的でこの弓を探す。ハイペリオンは巫女のパイドラ(フリーダ・ピントー)がヴィジョンを見る能力でエピロスの弓の在処を探し当てることができると考え彼女を捕まえる。
近くの小さな村では村民達がハイペリオン軍の攻撃を避けるため、タルタロス山に逃げる準備をしている。テセウス(ヘンリー・カヴィル)は良き相談相手である老人(ジョン・ハート)から剣のトレーニングを受けていた。テセウスは、母アイトラ(アン・デイ=ジョーンズ)がレイプされて生まれた子だとして虐げられており、リサンドラー(ジョセフ・モーガン)を含むアテナイの兵士に残留を言い渡される。テセウスは複数を相手に争いとなるが、アテナイのヘリオス(ピーター・ステッビングス)が仲裁に入り、ヘリオスはリサンドラーを除隊にする。リサンドラーはハイペリオンのもとへ行き、入隊を申し入れて村の場所を教え、ハイペリオンはこれを承諾するが、リサンドラーを卑怯者であるとして去勢する。そしてハイペリオンの軍はテセウスの村を攻撃し、アイトラを含む村民達を殺害し、テセウスを捕らえる。
老人の正体は実はゼウス(ルーク・エヴァンズ)であり、ハイペリオンの野望を阻止するためにテセウスに目を付けて鍛えていたのだった。ゼウスは同じく神であるアテナ(イザベル・ルーカス)、ポセイドン(ケラン・ラッツ)、アレス(ダニエル・シャーマン)、アポロン(コーリー・セヴィア)、ヘラクレス(スティーヴ・バイヤーズ)らに、ハイペリオンを倒すためには信仰が必要であり、タイタンが解放されるまでは神として人間に介入しないように警告する。
テセウスは盗人のスタブロス(スティーヴン・ドーフ)と共に捕らえられていたが、近くに捕らえられているパイドラはテセウスのヴィジョンを見て、混乱に乗じてテセウス、スタブロスや他の囚人達を逃がした。テセウスはハイペリオンを追跡する決意をし、船を襲うものの、ハイペリオン軍に制圧されそうになる。そのときポセイドンが意を決してオリンポスから海に飛び込み、巨大な波を起こしてハイペリオン軍を流してしまう。
パイドラは、布に覆われた人のそばに立つテセウスのヴィジョンを見て、アイトラを埋葬するためテセウスを村に戻す決心をする。テセウスがアイトラを埋葬していると、近くの岩に埋まっているエピロスの弓を発見する。しかしハイペリオンの部下のミノタウロス(ロバート・マイエ)が現れ攻撃される。テセウスはミノタウロスを殺し、弓矢で仲間を救うが、ミノタウロスに負わされた傷から毒が回る。パイドラはテセウスを介抱し、そして恋に落ち契りを交わした。
彼らはパイドラの神殿に戻るが、一方ハイペリオン軍はタルタロス山に向かっていた。神殿ではスタブロスとテセウスが奇襲を受け、テセウスはエピロスの弓をなくしてしまう。ハイペリオン軍には数で勝てず、そこにアレスが助けにきて、ハイペリオン軍を粉砕する。また、アテナはタルタロス山に向かうための馬を与える。しかしゼウスが現れ、勝手にテセウス達を助けたことに怒りアレスは殺される。ゼウスはテセウスに、これ以上神々はテセウス達を助けない、信仰を持ち続け自らの力で戦えと告げる。なくしたエピロスの弓はハイペリオンの手に渡っていた。
テセウス、スタブロス、パイドラはタルタロス山に向かう。テセウスはヘレネス王カッサンドロス(スティーヴン・マクハティ)にハイペリオンの計画について警告するが、カッサンドロスはテセウスの神々の話を信じず、ハイペリオンとの和平交渉を提案する。翌日、ハイペリオンは弓を使い、タルタロス山にある破壊不可能であるはずの壁を破壊し、ヘリオスを殺害する。テセウスはヘレネス軍を率い、ハイペリオン軍と戦いリサンドラーを殺害する。ハイペリオンは和平交渉を提案するカッサンドロスをいとも簡単に殺し、スタブロスとテセウスが阻止することができないままエピロスの弓でタイタンを解き放ち、タイタンは人間を倒していく。スタブロスはエピロスの弓を奪いタイタンを撃つが、タイタンが次々襲ってきて歯が立たない。そこにゼウス、ポセイドン、アテナ、ヘラクレス、アポロが登場し、テセウスがハイペリオンと対決している間、タイタンと戦う。ゼウスはアレスのハンマーでエピロスの弓を破壊する。
神々はタイタンよりも強固であるが、数では勝てずゼウスとポセイドンを残し皆亡くなってしまったが、テセウスがついにハイペリオンを殺した。ゼウスはタルタロス山を破壊し、ポセイドンおよびアテナの遺体と共にオリンポスに戻る。山の崩壊によりハイペリオン軍は一掃され、致命的な重傷を負ったテセウスはオリンポスに召され、神としての地位を与えられる。
数年後、テセウスの話は伝説となり、パイドラはテセウスとの息子アカマス(ゲイジ・マンロー)を授かる。アカマスは、将来彼も父と同じように悪と戦うことになるだろうと語る老人と出会う。アカマスはテセウスを含め、神々とタイタンの戦いで埋め尽くされる空のヴィジョンを見る。

## キャスト
| 役名           | 俳優                       | 日本語吹替 |
| -------------- | -------------------------- | ---------- |
| テセウス       | ヘンリー・カヴィル         | 小森創介   |
| ハイペリオン   | ミッキー・ローク           | 菅生隆之   |
| パイドラ       | フリーダ・ピントー         | 甲斐田裕子 |
| スタブロス     | スティーヴン・ドーフ       | 加瀬康之   |
| ゼウス         | ルーク・エヴァンズ         | 東地宏樹   |
| リサンドラー   | ジョセフ・モーガン         | 佐藤拓也   |
| 老人           | ジョン・ハート             | 大塚周夫   |
| 僧侶           | グレッグ・ブリック         |            |
| ダレイオス     | アラン・ヴァン・スプラング | 志村知幸   |
| ヘリオス       | ピーター・ステッビングス   | 西凛太朗   |
| アレス         | ダニエル・シャーマン       |            |
| アテナ         | イザベル・ルーカス         | 優木まおみ |
| ポセイドン     | ケラン・ラッツ             | 小松史法   |
| ヘラクレス     | スティーヴ・バイヤーズ     |            |
| カッサンドロス | スティーヴン・マクハティ   | 大塚芳忠   |
| イカロス       | ロマーノ・オルザリ         |            |
| アポロン       | コーリー・セヴィア         |            |
| ミノタウロス   | ロバート・マイエ           |            |

## 製作
製作当初は『War of Gods』と呼ばれていた。2008年6月、ターセム・シンの監督が決まった。2011年1月11日、レラティビティ・メディアは2011年11月11日の公開を発表した。2011年4月、WonderConで最初の予告編が公開された。2011年7月23日、コミコン・インターナショナルで主要キャストのヘンリー・カヴィル、ルーク・エヴァンズ、ケラン・ラッツ、スティーヴン・ドーフ、フリーダ・ピントーとプロデューサーのマーク・カントン、ジャンニ・ヌナリが登壇した。

## 評価
レビュー・アグリゲーターのRotten Tomatoesでは138件のレビューで支持率は49%、平均点は5.40/10となった。Metacriticでは23件のレビューを基に加重平均値が46/100となった。